# Saaletalbrücke Bad Kösen
Die Saaletalbrücke Bad Kösen ist eine im Bau befindliche Straßenbrücke über die Saale sowie die Landesstraße 203 und die Bahnstrecke Halle–Bebra westlich von Saaleck.

## Lage und Geschichte
Die Brücke entsteht im Saaletal zwischen Bad Kösen im Burgenlandkreis in Sachsen-Anhalt und Großheringen im Weimarer Land in Thüringen. Die Übergabe der Hochbrücke über das Saaletal soll Ende 2025 erfolgen. Sie ist der Teil einer 13,6 Kilometer langen zweistreifigen Neubaustrecke der Bundesstraße 87, mit der der Naumburger Ortsteil Bad Kösen umfahren werden soll. Die Strecke ist Teil des Bundesverkehrswegeplans 2030.
Die Saaletalbrücke ist eine von insgesamt sieben neuen Brücken, die als Teil der Umgehungsstraße entstehen. Die Strecke soll zudem die Lebensqualität in Bad Kösen erhöhen, weil sie den Durchgangsverkehr aus dem Ort in die weitere Umgebung verlagert.

## Kritik
Die Brücke ist wegen des damit verbundenen Eingriffs in das Landschaftsbild in der Region umstritten. Sie wird aber auch kritisiert, weil die künftige Auslastung in Frage gestellt wird. Der B87 war ein Anstieg auf 18.000 Kraftfahrzeuge pro Tag prognostiziert worden. Sie sank aber innerhalb von 20 Jahren von 12.000 auf 7721 Fahrzeuge pro Tag im Jahr 2020. Zudem wurde ihre Finanzierung über den Fonds für den Kohleausstieg kritisiert, da die Straße und somit auch die Brücke nicht zum Kernrevier gehören, sie aber über Gelder finanziert wird, die aus dem Kohleausstiegsgesetz 2038 resultieren. Darüber hinaus wird sie von Teilen der Einwohnerschaft als „Monsterbrücke“ bezeichnet, und damit auch kritisiert, dass nicht die ursprünglich geplante Strecke durch das Saaletal und über die „Kohlenstraße“ gewählt wurde, sondern die Brücke in unmittelbarer Nähe der Rudelsburg entsteht. Daher – sowie wegen der Beseitigung eines als Verkehrshindernis empfundenen Bahnübergangs in Bad Kösen durch einen Tunnel unter der Bahnlinie hindurch – wandte sich auch der ursprünglich maßgeblich an der Initiierung der Umgehungsstraße verantwortliche Bürgermeister Helmut Schache gegen den Bau und gründete die Initiative Rettet das Saaletal, die sich gegen die Brücke ausspricht, mit.

## Konstruktion

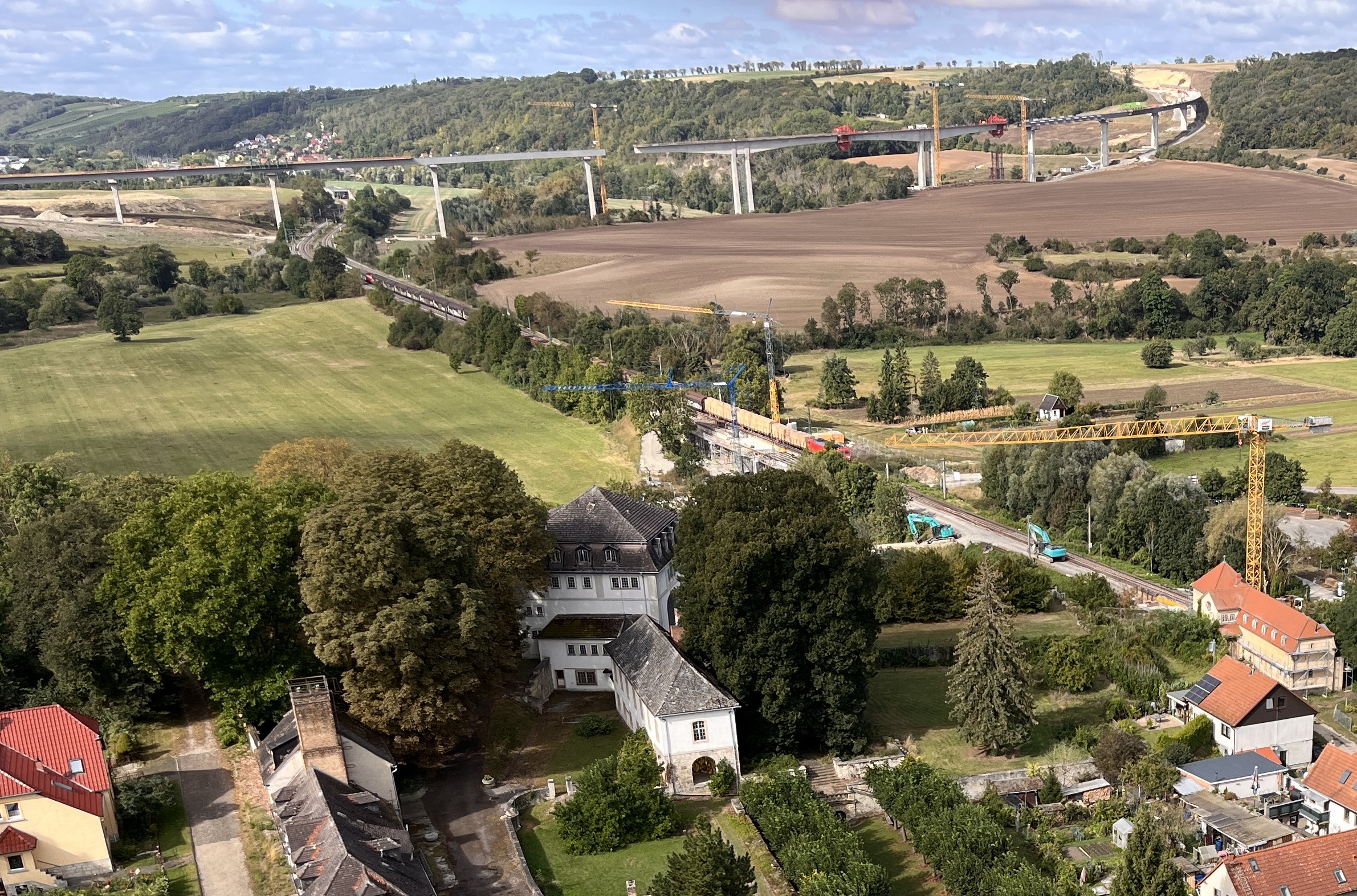
Die Saaletalbrücke von Burg Saaleck aus gesehen. Die unterschiedliche Bauweise ist erkennbar

Die Brücke ist 1,2 Kilometer lang, 12,50 Meter breit und überquert in bis zu 60 Metern Höhe das Tal der Mittleren Saale. Der Überbau wird von 16 Pfeilern getragen. Die Brücke wird – erstmals in Deutschland – in Hybridbauweise errichtet: In der Mitte entsteht ein 320 Meter langer Spannbetonhohlkasten, an den sich auf beiden Seiten jeweils 450 Meter lange Stahlverbundkonstruktionen anschließen.
Die jenseits des Widerlagers zusammengebauten Teile dieser Stahlverbundkonstruktionen des Überbaus wurden stückweise in das Saaletal geschoben, um sie dann dort mit dem Freivorbau zu verbinden. Die besondere Konstruktionsweise war notwendig, um dem benachbarten FFH-Gebiet Saale-Ilm-Platten bei Bad Kösen eine mindestens 110 Meter große Saaletalöffnung herzustellen. Um das Landschaftsbild möglichst wenig zu beeinträchtigen, entwarf man zudem schlanke Pfeiler und einen einfachen Überbau. Um die Höhe der Brücke zu reduzieren, wurde außerdem ein knapp 30 Meter tiefer Einschnitt in den Wachtberg umgesetzt, der die unterschiedliche Höhe der Saalehänge ausgleicht. Verbaut wurden 8500 Tonnen Stahl und 24.000 Kubikmeter Beton.